# Phong Nguyên

Vị trí Phong Nguyên tại Đài Trung

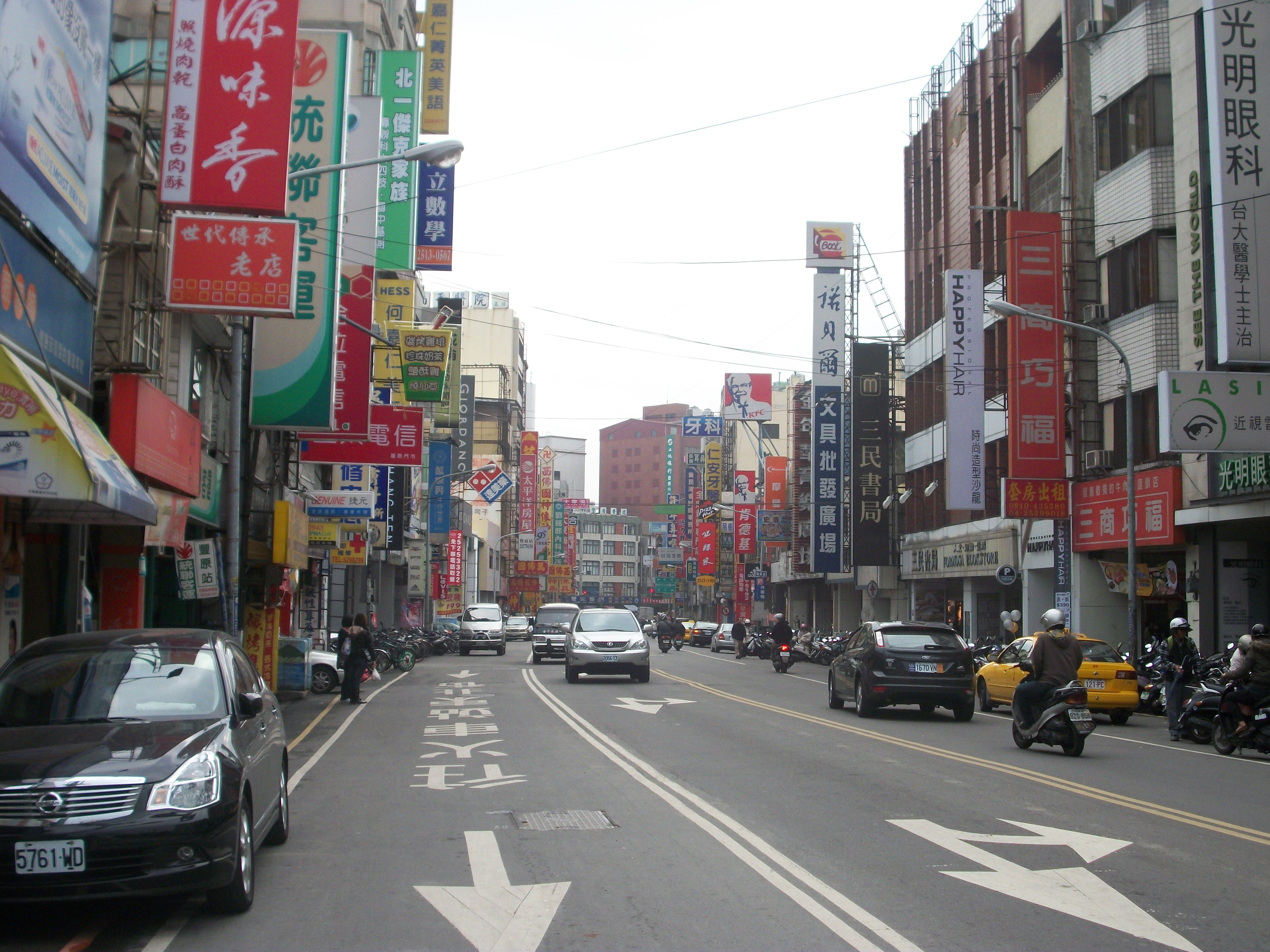
Phong Nguyên

Phong Nguyên (giản thể: 丰原區; phồn thể: 豐原區; bính âm: Fēngyuán Qu) là một khu (quận) của thành phố Đài Trung, Trung Hoa Dân Quốc (Đài Loan). Quận nằm bên bờ nam của sông Đại Giáp và thuộc về phái bắc-trung của Đài Nam. Từ năm 1950 đến 2010, bản thân Phong Nguyên là thành phố huyện lị của huyện Đài Trung cũ. Người Hán bắt đầu định cư tại Phong Nguyên từ thời Khang Hy và từng có biệt danh là "tiểu Tô Châu". Phượng Nguyên có diện tích 41,1845, dân số tháng 8 năm 2011 là 165.419 người, mật độ đạt 4016,5 người/km².